# 黑龙江省博物馆

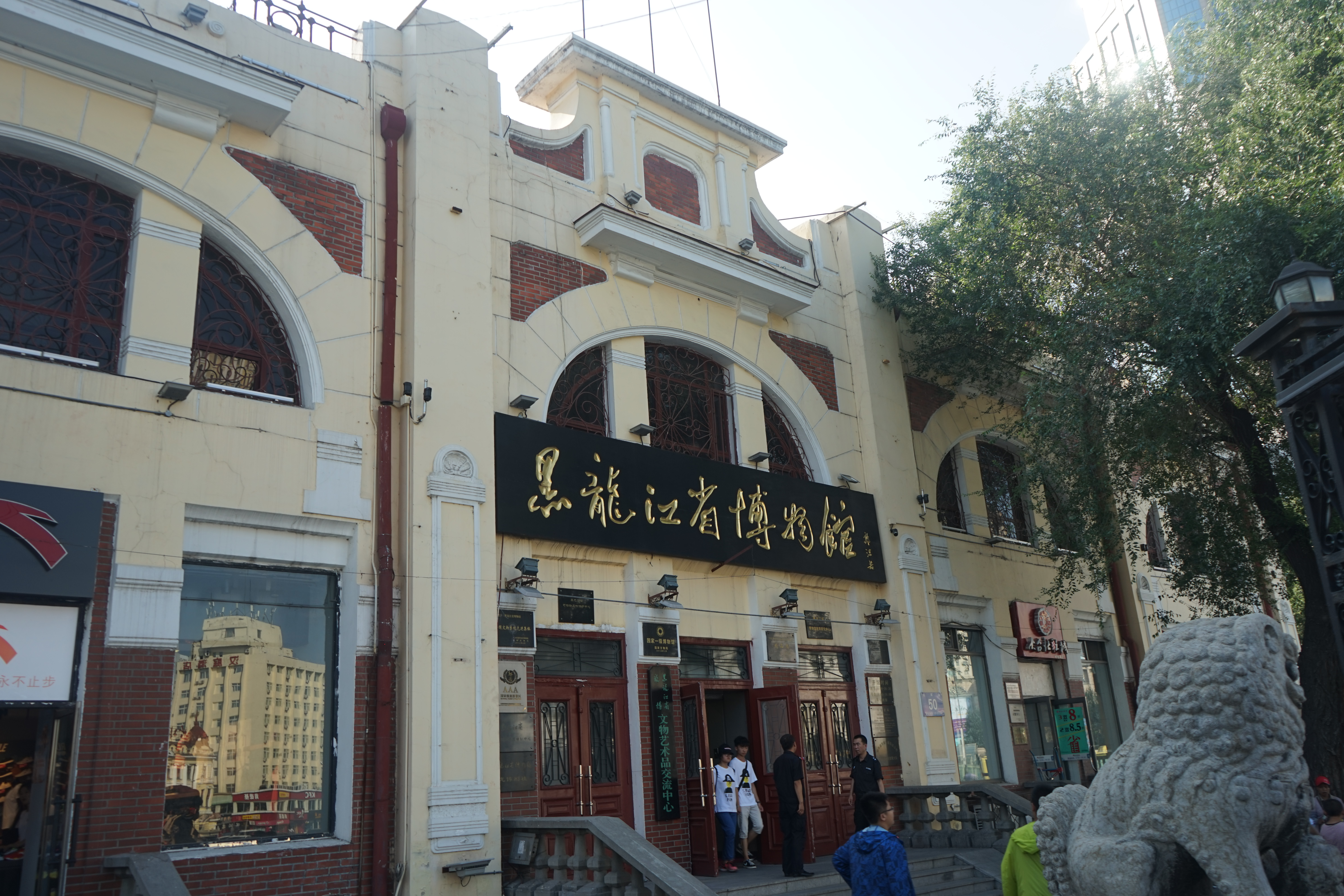
黑龙江省博物馆

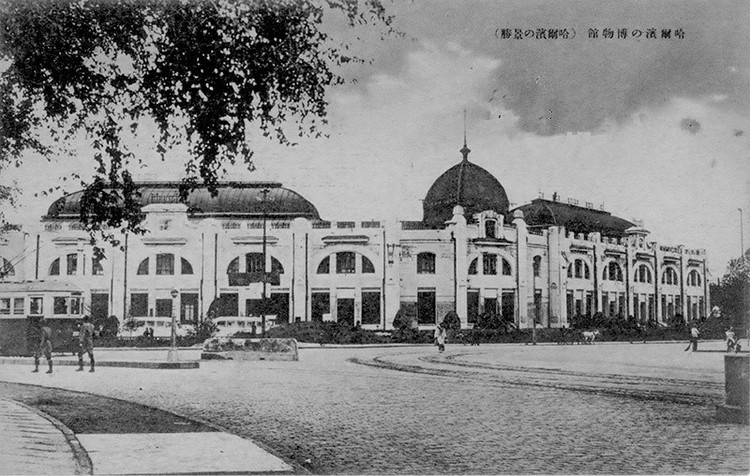
博物馆旧照

黑龙江省博物馆是中国省级综合性博物馆，位于黑龙江省哈尔滨市红军街50号。博物馆建筑在2005年，以黑龙江省博物馆馆舍之名列入第五批黑龙江省文物保护单位。2006年5月25日，以哈尔滨莫斯科商场旧址的名称列入第六批全国重点文物保护单位名单。

## 历史
黑龙江省博物馆始建于1904年，现馆址原为莫斯科商场。1922年，俄罗斯人发起建立中华民国东省文物研究会，并在此建筑中建立了博物馆。
满洲国时期，博物馆先后更名为东省特别区科学研究院、北满特别区科学研究院、北满科学研究院，1937年改称新京大陆科学院哈尔滨分院博物馆。
1945年起由苏联政府代管，改称哈尔滨地方志博物馆。1946年4月改名为中长铁路哈尔滨工业大学运输经济陈列所。
1950年博物馆更名为哈尔滨工业大学科学研究所。1951年更名为松江省科学博物馆，1954年松江省与黑龙江省合并，更名为黑龙江省博物馆并使用至今。
2005年末，黑龙江省委决定新建黑龙江省博物馆新馆。2006年5月8日，确定新馆选址太阳岛月亮湾，位于黑龙江省科学技术馆北侧。2007年，黑龙江省发改委批准该项目，工程正式立项。
2008年2月21日，黑龙江省博物馆成为哈尔滨市首批4家向社会免费开放的博物馆之一。
2012年，黑龙江省博物馆被国家文物局核定为第二批国家一级博物馆。
2021年4月13日，位于太阳岛的省博物馆新馆续建工程开工。

## 藏品

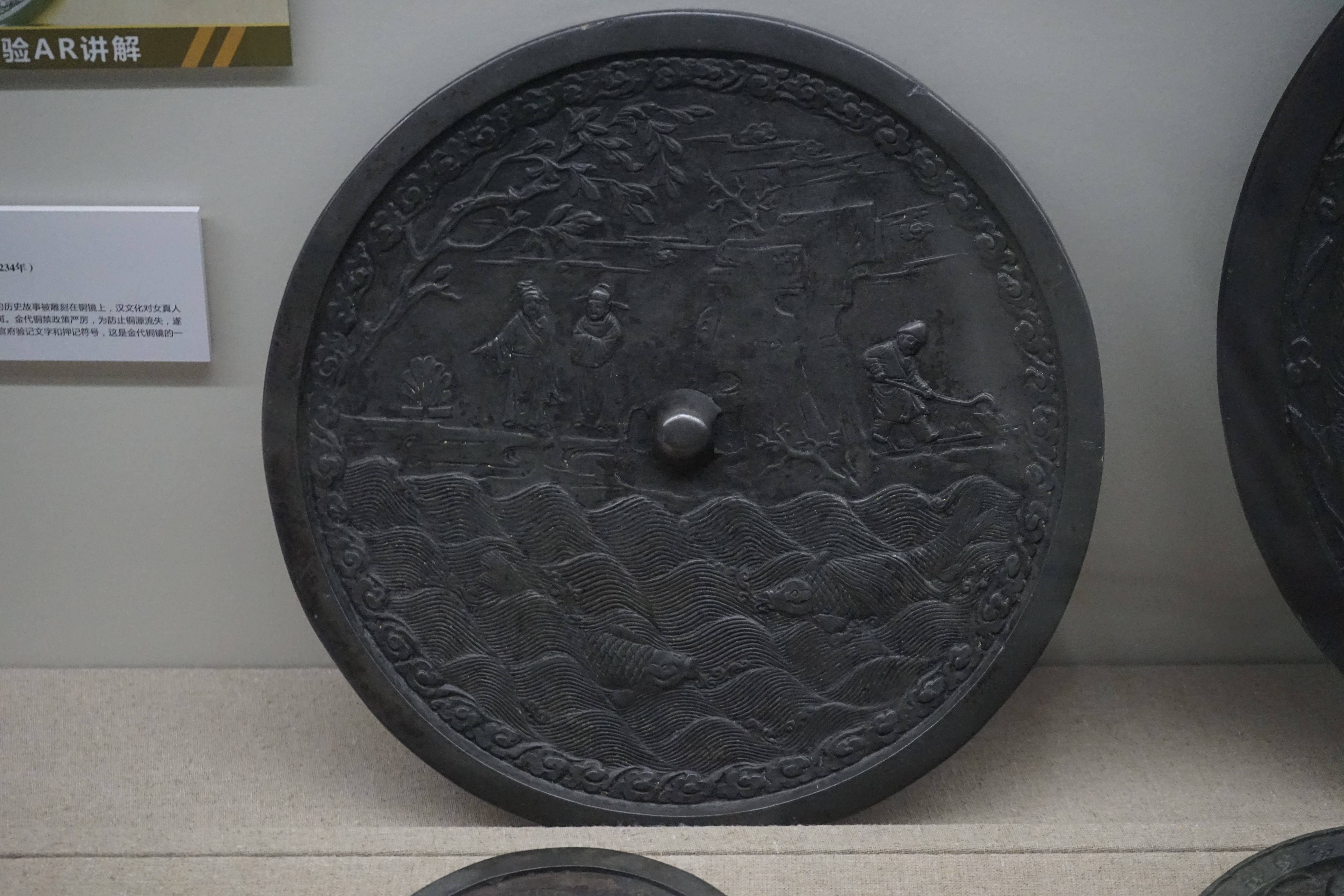
人物故事镜 绥棱县出土 一级文物

馆舍面积近1万平方米，藏品11万余件。有《黑龙江历史文物》、《黑龙江古动物》、《邓散木书刻艺术》等基本陈列。自然标本约8000件，历史文物2700余件，其中一级文物、标本55件。

## 建筑
黑龙江省博物馆是一座古典巴洛克建筑，当时是南岗中心广场的第二座建筑物，毗邻圣·尼古拉教堂。现为哈尔滨市一类保护建筑，第六批全国重点文物保护单位。

## 相关参考
1. ↑  .   [2008-04-27]. （原始内容存档于2018-02-25）.
2. ↑  省博物馆江北新馆设计方案招标 明年破土动工[永久]
3. ↑  .   [2008-04-27]. （原始内容存档于2019-06-10）.
4. ↑  . 中国政府网. 2012-12-07. （原始内容存档于2016-12-20）.
5. ↑  深度龙江. . 3g.163.com. 2021-04-13  [2021-04-15].[]
6. ↑  黑龙江省博物馆 东北网专题[永久]
7. ↑  .   [2008-04-27]. （原始内容存档于2016-06-24）.
8. ↑  .   [2008-04-27]. （原始内容存档于2010-06-19）.